# Francisco Tejada Vizuete
Francisco Tejada Vizuete (Granja de Torrehermosa, 1940 - Badajoz, 16 de mayo de 2014) fue historiador del arte, teólogo, profesor y académico español.

## Biografía
Ordenado sacerdote en 1967, se licenció en Teología y Filosofía y Letras, y obtuvo el grado de doctor en Historia. En el ámbito educativo, fue profesor de historia de la cultura, historia del arte, metafísica y teología, así como director y bibliotecario del Centro Superior de Estudios Teológicos de Badajoz, dependiente de la Universidad Pontificia de Salamanca y profesor de ética en el campus de Almendralejo de la Universidad de Extremadura. Además, en la Archidiócesis de Mérida-Badajoz y en la gestión del patrimonio catedralicio pacense, fue director de su museo, delegado del patrimonio cultural de la archidiócesis y director de la revista de teología de la misma. Tras su jubilación, siguió vinculado al Centro de Estudios Teológicos como profesor emérito. Fue académico correspondiente de la Real Academia de Bellas Artes de San Fernando y de número de la Real Academia Extremeña de las Letras y las Artes.

## Obras
Su obra abarca varios libros, colaboraciones en publicaciones colectivas y artículos en revistas especializadas, de las que destacan:
- Francisco Tejada Vizuete; Gabriel Bagel (2004). Parva retorica mariana. Badajoz. ISBN 8487394817.
- Francisco Tejada Vizuete; Carmelo Solís Rodríguez (1999). Torres para un paisaje. Badajoz. ISBN 8487394280.
- Francisco Tejada Vizuete; Sebastián García (1996). El camarín de Guadalupe: historia y esplendor. Cáceres: Ediciones Guadalupe. ISBN 8489090998.
- — (1996). El Señor de la Humildad de Higuera la Real: devoción popular, fundación indiana, colegio jesuítico. ISBN 8460548260.
- — (1988).  Secretariado Diocesano, Patrimonio Histórico-Artístico, ed. La plata en la catedral de Badajoz. Badajoz. ISBN 8440435215.
- — (1988). Retablos barrocos de la baja Extremadura, (siglos XVII-XVIII). Mérida: Editora Regional de Extremadura. ISBN 8476710712.